# クジラ学
クジラ学（クジラがく、鯨学、Cetology）は、海棲哺乳類学の一分野であり、クジラ目に属するクジラ、イルカ、ネズミイルカ科の約80種の動物を対象とする。鯨類学（げいるいがく）ともいう。
英語でクジラ学を表すCetologyは、ギリシア語でwhaleを意味するκητος(cetus)とknowledgeを意味するλόγος(logos)の合成語である。
クジラ学を研究するクジラ学者は、クジラ目の進化、分布、形態、行動、社会の構造を明らかにすることを目的としている。

## 歴史
鯨類の観察は古代から行われていたことが記録されている。古代ギリシアの漁師は捕えたイルカの背びれに人工的な切れ目を入れて、何年も経った後でも見分けられるようにした。
およそ2300年前、アリストテレスは、エーゲ海で漁師が獲ってきた鯨を注意深く観察した。著書 Historia animalium の中ではヒゲクジラ亜目とハクジラ亜目について記述し、今日でも使われている分類体系を作った。またマッコウクジラ属とマイルカ属についても、少なくとも25年から30年の寿命をもつと述べている。今日でも進化した海棲哺乳類の寿命を評価することは難しいことから、アリストテレスの業績は当時としては際立っていたと言える。
アリストテレスの死後、彼が得た鯨に関する多くの知見は失われたが、その一部はルネッサンス期に再発見された。
中世の鯨に関する文献の多くは、13世紀中盤ごろにスカンディナヴィアやアイスランドから出ている。
その中でも最も有名な文献の一つはSpeculum Regaleである。この文献では、アイスランド島の周辺に生息する多くの種について記している。またこれにはイヌのような歯を持った"orc"という種についても記されている。野生の犬が陸生動物を襲うように、これらの主は他の鯨を襲ったと記されており。シャチを指すものだった。さらにこの本ではorcが狩りをするテクニックについても図解されている。
Speculum Regaleにはマッコウクジラやイッカクを含む、別の種についても記されている。長い間、これらは人間を殺し船を沈没させる恐ろしい怪物だと考えられてきた。そのため"Pig Whale"（豚クジラ）、"Horse Whale"（馬クジラ）、"Red Whale"（赤クジラ）などという妙な名前で呼ばれることもあった。
しかし記載された全ての生物が恐ろしく描かれていたわけではなく、ある種については好意的に見られていた。例えばニシンの大群を岸に向かって追う鯨は漁師からありがたがられていた。
初期のクジラ学に関する研究の多くは死体や神話に基づいて行われていた。そのため解剖学については、大きさや大まかな外見についてしか分かっていなかった。鯨は一生の大半を海中で過ごす鯨類について当時の科学者にはそれ以上研究を行う術がなく、1500年代になってやっと鯨が“魚”ではなく“獣”の仲間であることが明らかとなった。
アリストテレスは、陸の獣や人間に近い特徴がクジラ類には多い（鰓がなく、鼻孔で呼吸をし、胎生で、授乳をするなど）ことを重視していたが、大プリニウスは魚であると考えており、多くの科学者はこちらの意見を支持していた。アリストテレスの主張が受け入れられるのは、16世紀にピエール・ベロンらが現れるまで待たねばならなかった。かれらは、鯨は陸の獣と同様に肺と子宮を持っていると主張した。1758年にスウェーデンのカール・フォン・リンネが『自然の体系』（Systema naturae）の中で「哺乳類」（mammalia）という概念を提唱し、哺乳類について論じてから、鯨もその仲間であると一般に認められるようになった。
そして、それからわずか数十年後、フランスの動物学者であり古生物学者であるジョルジュ・キュヴィエは鯨を後足のない哺乳類に分類した。骨格は既に組み合わされ自然歴史博物館に展示されていたので、動物学者は詳細に観察し、絶滅した動物の化石と比較することができ、結局、鯨は古代の陸生哺乳類の子孫であるという結論に至った。
9世紀から20世紀の間、鯨に関する情報の多くは捕鯨船から寄せられていた。捕鯨船員は間違いなく鯨を最もよく知っている人たちであるが、情報はせいぜい移動のルートや外見的なことでしかなく、生態やその行動についてはほとんど分かっていなかった。
1960年代には1964年の「沈黙の春」発表により世界的に環境問題への関心が高まり、1969年のアースデイなどの動きにつながるが、それに伴いの鯨類の個体数の減少にも目が行くようになり、また、水族館においてイルカの人気が出てきたことから、クジラ学の研究が活発になった。
ただし、日本においては鯨そのものが水産資源として捉えられていた為、その研究はもっぱら「資源学」や「資源生物学」に集約されており、1990年代初頭以降に「進化」、「形態」、「行動」、「知能」といった動物学としての幅広い研究分野が勃興、参入されてきたとされる。
現在では、クジラ学のコースがある大学は少なく、クジラ学は専攻するのが難しい学問になっている。現代のクジラ学は資金不足で個人的に行われていることが多い。

## クジラ学の研究
それほどしばしば見られない動物を研究するのは科学者にとって容易ではない。さらに動物の適応環境と人間の生きる環境が違えばなおさらである。
クジラは人生の1割程度しか海面に出て生活しない。しかも海面に出てくるのは呼吸の時だけである。それ以外に海面で行う行動はほとんどない。
海中でクジラが発する信号を捉えるのも非常に難しい。クジラは追跡可能な足跡も残さないし、食事に関して重要な手がかりとなる糞を残すこともない。クジラ学の多くの仕事は、座り、待ち、注意を払うことに費やされる。
クジラ学者はクジラの発する声を聞くための水中聴音器や水平線上を見るための双眼鏡等の光学機器、カメラ、ノートなど様々な装置を用いる。

## 個体の同定
クジラの現存個体数を正確に把握するには、それぞれの個体を簡単に確実に識別する方法(個体識別)を考案する必要がある。
それに関して成功した方法の一つが写真撮影だ。この方法は近代のクジラ研究法の草分けであるマイク・ビッグによって広められた。1970年代中盤、マイク・ビッグとグレアム・エリスはブリティッシュコロンビア州沿岸でシャチを撮影した。この写真を見て彼らは背びれの形状と鞍部の形状で個体を見分けられることを確信した。これらは人間の指紋のように個体固有のものである。個体の識別ができるようになったおかげで、クジラはポッドと呼ばれる決まった群れで移動することが分かった。
写真による研究法はザトウクジラの研究でも成果を挙げた。研究者は胸びれと尾びれの色で個体を識別できた。ザトウクジラがシャチに襲われてできた尾びれの傷跡も識別の役に立った。
このように今日では研究者は写真によってそれぞれの個体や群れを識別している。